# Кръв и почва
Кръв и почва (на немски: Blut und Boden) е лозунг, изразяващ германската идеализация за расово дефиниране на национално тяло („кръв“), обединено с района на живеене („почвата“) от деветнадесети век. По този начин формите на живот в селските и селскостопанските земи не само са идеализирани като противотежест на градските, но и се комбинират с расистки и антисемитски идеи за германско-северно селячество, за разлика от (по-специално еврейския) номадизъм. Съвременната германска концепция Lebensraum, вярата, че германският народ трябва да възвърне исторически германските земи на Източна Европа, в които те могат да се разширят, е свързана с него.
„Кръв и почва“ е ключов лозунг на нацистката идеология.

## Произход
Германският израз е измислен в края на 19 век, в сфери, обхващащи расизъм и национален романтизъм. То прави регионалистична литература с някои социални критики. Тази романтична привързаност е широко разпространена преди появата на нацистите. Основни фигури в немския аграрен романтизъм от 19 век са Ернст Мориц Анднд и Вилхелм Хайнрих Рихел, които твърдят, че селяните представляват основата на германския народ и консерватизма. Ултранационалистите преди нацистите често подкрепят страната, която да живее по-здравословно.
Рихард Валтер Даре популяризира фразата по времето на възхода на Нацистка Германия; той написва книга, наречена "Neuadel aus Blut und Boden" през 1930 г., която предлага системна програма за евгеникация, като се застъпва за плодовитост като лек - всичко това за всички проблеми, засягащи държавата. Даре е влиятелен член на нацистката партия и известен расов теоретик, който подпомага партията много в набирането на подкрепа сред обикновените германци извън градовете. Преди въздигането си на власт, нацистите призовават за завръщане от градовете към провинцията. Тази аграрна нагласа позволява опозицията както на средната класа, така и на аристокрацията и представя фермера като превъзходна фигура.

## Нацистка идеология
Доктрината не само призовава за подход „обратно към земята“ и за повторно приемане на „селските ценности“, но и че германската земя е свързана, може би мистично, с германската кръв. Селяните са нацистките културни герои, които притежават германския расов запас и германската история. Градската култура се описва като слабост, „асфалтова култура“, че само волята на фюрера би могла да я премахне.
Neues Volk демонстрира демографски графики, за да опровергае разрушаването на щедрата земеделска земя на арийските семейства и твърдейки, че евреите изкореняват традиционните германски селяни. Плакатите за училищата изобразяват и опровергават масите от хора, преместили се от околността към града. Германският национален катехизис, германската пропаганда, широко използвана в училищата, разказва и за това как земеделските производители губят земите на предците си и трябва да се преместят в града с всичките си деморализиращи ефекти.

## Нацистко прилагане
Програмата получава много повече идеологическа и пропагандна подкрепа, отколкото конкретните промени. Когато Готфрид Федер се опитва да уреди работници в селата за децентрализирани заводи, генерали и Юнкери успешно се противопоставят на него. Генералите се противопоставиха, защото се намесват в превъоръжаването, а и Юнкерите, защото биха попречили на експлоатирането на техните имоти за международния пазар. Това би изисквало и разпадането на им на независими земеделски производители, което не е изпълнено.
Законът за държавните наследствени ферми Reichserbhofgesetz от 1933 г. въвежда тази идеология, като посочва, че целта ѝ е да „запази земеделската общност като източник на кръв на германския народ“. Избраните земи са обявени за наследствени и не могат да бъдат ипотекирани или отчуждени, а само тези земеделски стопани имат право да се наричат „селски селянин“ – термин, който нацистите се опитват да променят от неутрален до положителен термин.
Концепцията е фактор в изискването за година на земна служба за членовете на Хитлерюгенд и Лигата на германските момичета. Този период на задължителна служба се изисква след завършване на основното образование на ученика, преди той да може да бъде нает. Въпреки че работата върху фермата не е единствената одобрена форма на услуга, тя е обща; целта е да се върнат младите хора от градовете, с надеждата, че те ще останат „на земята“. През 1942 г. са изпратени 600 000 момчета и 1,4 милиона момичета, за да помогнат за прибирането на реколтата. Концепцията е една от причините за създаването на Фестивала на благотворителността на Райха, чиято основна цел е да се признаят постиженията на германските фермери.

## Жизнено пространство
„Кръвта и почвата“ са една от основите на понятието Lebensraum, „жизнено пространство“. Разширявайки се на изток, и превръщайки тези земи в хлебопроизводители, това няма да доведе до огромен недостиг на храна. Дори Алфред Розенберг, който не е враждебен към славяните като такива, разглежда отстраняването им от тази земя, където някога са живели германците, както е необходимо поради единството на кръвта и почвата. „Mein Kampf“ предписва като непроменлива цел на външната политика необходимостта от получаване на земя за германския народ.
Докато обсъжда въпроса за Lebensraum на изток, Хитлер си представя украинска „кошничка за хляб“ и изразява особена враждебност на своите „руски“ градове като забранява на германците да живеят в тях и обявявайки, че те трябва да бъдат унищожени във войната. Дори по време на самата война, Хитлер дава нареждания Ленинград да бъде разрушен, без да се обръща внимание на оцеляването и храненето на населението му. Това също така призова промишлеността да умре в тези региони.

## Съвременна употреба
Северноамериканските бели супермасисти, бели националисти и членовете на алтернативното право приемат лозунга. Той печели широка обществена популярност през август 2017 г. на десния митинг в Шарлотсвил, щата Вирджиния, когато участниците, носещи факли, отиват в кампуса на Университета на Вирджиния в нощта на 11 август 2017 г. и са записани да пеят лозунга. Шествието е организирано, за да протестира срещу планираното премахване на статуя на Робърт Лий - генерал от юга в Американската гражданска война. Песента е чута и през октомври 2017 г. на бял националистически митинг "White Lives Matter" в Шелбивил, щата Тенеси.